# Cresta della Taillante
La Cresta della Taillante (3.197 m s.l.m. - in francese Crête de la Taillante) è una montagna delle Alpi del Monviso nelle Alpi Cozie. Si trova poco a nord del colle dell'Agnello.

## Caratteristiche

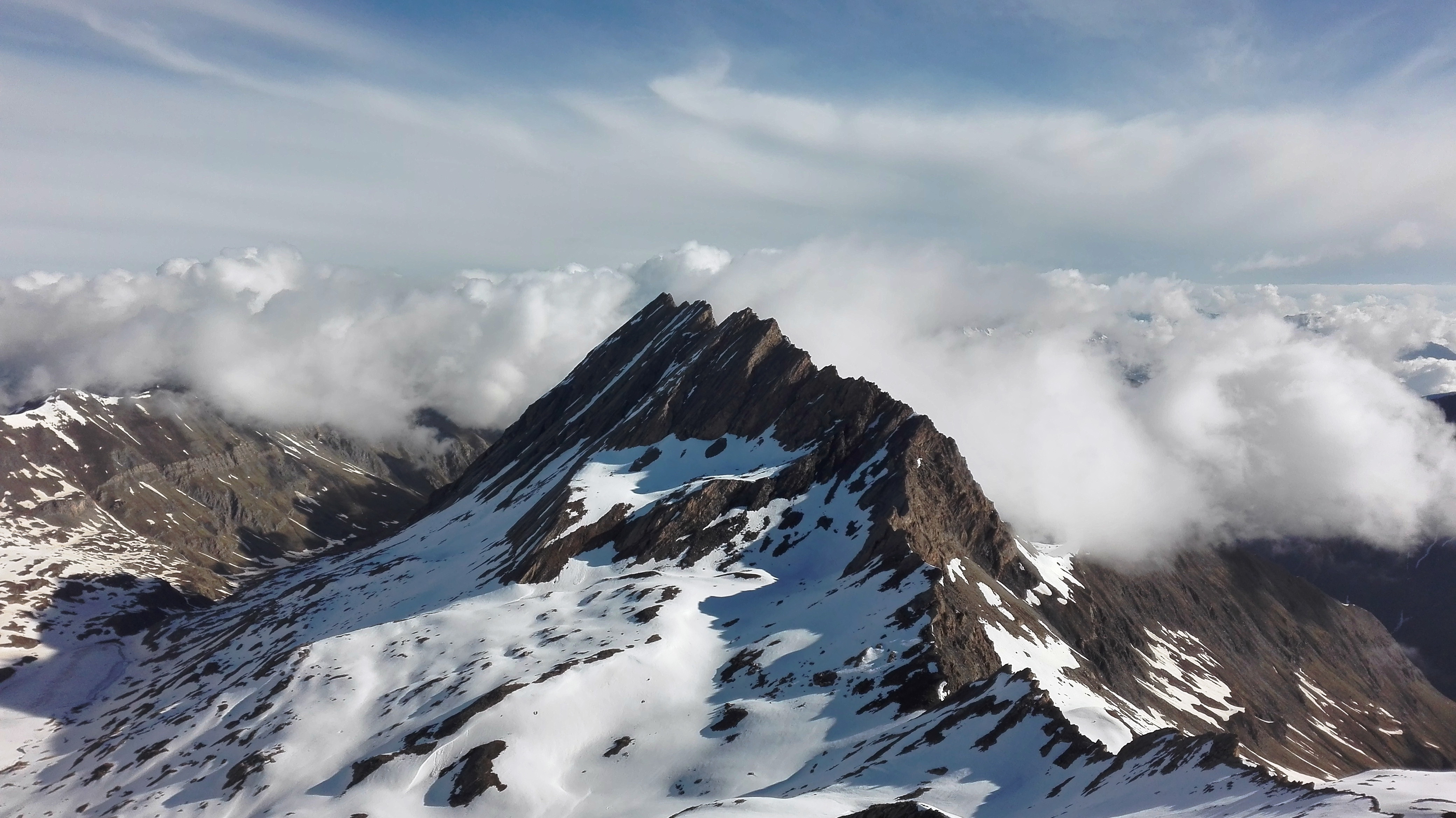
La montagna vista dalla vetta del Pan di Zucchero.

Si trova nell'alta valle del Guil, nel comune francese di Ristolas.
È costituita da una lunga cresta, perpendicolare allo spartiacque alpino principale. La dorsale che costituisce la montagna si distacca infatti da quest'ultimo in prossimità del Pan di Zucchero e scende verso nord al valico della Brèche de Ruine, da dove risale fino ad un punto nodale dove si sdoppia: un ramo secondario prosegue verso nord-est formando la catena delle Brèchettes, mentre il ramo principale sale a creare la cresta della Taillante, e prosegue in direzione nord andando infine a precipitare sulla sottostante valle del Guil. Dalla cresta si staccano alcuni speroni secondari che scendono in direzione ovest e nord-ovest. Il vallone compreso tra le Brèchettes e la Taillante è detto Vallon de la Taillante, mentre sul versante occidentale la montagna domina il Vallon de Bouchiouse, che culmina a monte nel Col Vieux e scende anch'esso nella valle del Guil.
La montagna è costituita essenzialmente da calcescisti e marmi, in formazione tabulare; il versante occidentale è impostato sui piani di scistosità, che hanno un andamento molto regolare, e ciò fa sì che la montagna, per tutta la sua lunghezza, presenti un'inclinazione costante del versante occidentale.

## Ascensione alla vetta
La via normale si sviluppa su tracce di sentiero sul versante occidentale. Non presenta difficoltà tecniche particolari, ma il versante è caratterizzato da fianchi pietrosi molto instabili; pertanto, l'ascensione è valutata come alpinistica, con grado di difficoltà F sulla scala italiana, e R5 sulla scala francese. Per l'instabilità del versante, è consigliato l'uso del caschetto.
Partendo dal rifugio Agnel, in Francia, si risale al Col Vieux, da dove si scende al Lac Foréant. Si attraversa l'emissario del lago, e si raggiunge la base dello sperone che dalla vetta principale scende in direzione nord-ovest. Superato lo sperone, si risale per tracce di sentiero segnalate da ometti in direzione sud-est, fino a raggiungere la base della parete ovest, ove inizia la parte più instabile; da qui si risale più o meno direttamente, seguendo gli ometti, fino in vetta.